# 自由中道同盟
自由中道同盟（じゆうちゅうどうどうめい、リトアニア語: Liberalų ir centro sąjunga、略称: LiCS）は、リトアニアの政党。中道右派政党であり、自由主義インターナショナルや欧州自由民主改革党、そして欧州自由民主同盟に参加する。設立は2003年。党首はアルギス・チャプリカス。党のテーマカラーは黄色と青。

## 歴史
2003年、リトアニア自由連合 (LLS) 、リトアニア中道連合 (LCS) 、現代キリスト教民主連合 (MKDS) が合併し、誕生した。新党を率いたのはアルトゥーラス・ズオカスであった。ただしズオカスは後に離党している。2011年9月22日、国民復興党 (TPP) を吸収合併した。
2014年7月12日、政党TAIPと合併し、リトアニア自由連合（リベラル派）となり、TAIP党首のズオカスが新党の党首となった。

## 選挙の結果
- 2004年欧州議会選挙 - 得票率 11.2 % で 2 議席を獲得。
- 2004年リトアニア議会選挙 - 得票率 9.1 % で 141 議席のうち 18 議席を獲得。
- 2007年リトアニア地方議会選挙 - 得票率 11.09 % で 1,536 議席のうち 182 議席を獲得。
- 2008年リトアニア議会選挙 - 得票率 5.34 % で 141 議席のうち 8 議席を獲得。
- 2009年欧州議会選挙 - 得票率 3.38 % で 議席獲得出来ず。
- 2011年リトアニア地方議会選挙 - 得票率 6.5% で 1,536 議席のうち 126 議席を獲得。
- 2012年リトアニア議会選挙 - 得票率 2.06 % で 議席獲得出来ず。
- 2014年欧州議会選挙 - 得票率 1.48 % で 議席獲得出来ず。